# Jan Rhodin
Jan Ingeld Rhodin, född 3 april 1938 i Flen, död 18 januari 2022, var en svensk målare och tecknare.
Han var son till konstnärerna Alessandro Rhodin och Florence Rhodin samt halvbror till konstnären Karl Rhodin.
Rhodin fick sin grundläggande konstutbildning av fadern och var i övrigt autodidakt. Han deltog redan som tolvåring i Nationalmuseums utställning Unga tecknare under 1950-talet och han deltog ett flertal gånger i Unga tecknare. 
Tillsammans med silversmeden Alrik Myrhed ställde han ut på Galerie Æsthetica 1958.
Hans konst består till största delen av djurstudier och en del Stockholmsmotiv i tusch, krita, akvarell eller blyerts. Som illustratör medverkade han i tidskrifterna Svensk jakt, Svensk natur och Perspektiv.
Rhodin är representerad vid Gustav VI Adolfs samlingar.